# 莫斯比 (蒙大拿州)
莫斯比（英語：Mosby）是位於美國蒙大拿州加菲爾德縣的非建制地區。

## 歷史
莫斯比的郵局於1904年設立，其後於1983年停運。

## 地理
莫斯比所處的海拔為高於海平面766米（即2513英呎），而該地所採用的時區為UTC-6，即北美山地時區（MST）。同時該地設有夏令時間，為UTC-7調快一小時，即UTC-6（MDT）。